# Nyctemera pulverata
Nyctemera pulverata är en fjärilsart som beskrevs av Embrik Strand 1909. Nyctemera pulverata ingår i släktet Nyctemera och familjen björnspinnare. Inga underarter finns listade i Catalogue of Life.